# 丁忠武
丁忠武（1956年10月－），中華民國空軍中將，籍貫浙江省新昌縣，駐外武官出身，畢業於台大地理系學士68級、招訓大專生飛官班第1期、美國海軍研究院人力資源管理碩士、美國空軍戰爭學院，為中華民國國軍留美將領之一，曾任空軍司令部政戰主任、參謀本部情報參謀次長、空軍司令部參謀長、國防大學空軍學院院長、空軍司令部人事處長、駐美國武官、空軍737聯隊分隊長等職，是台灣第一位擁有國立臺灣大學學士學歷的中將，也是唯一曾有高達三次駕機失事次數的空軍將領，已於2016年11月1日屆齡退伍。

## 生平
1979年，畢業於國立臺灣大學地理系。畢業後考取空軍官校飛行軍官班（招訓大專生第1期），1980年畢業，1982年遇失事，生還。歷任F5戰鬥機飛行員、分隊長、國防部駐美武官、空軍人事軍務處長、空軍學院院長等職。2007年1月1日晉升少將。
2013年6月晉升中將，出任國防部空軍司令部參謀長，成為第一位晉升中將的國立臺灣大學畢業生。
2015年升任空軍司令部政戰主任。
2016年10月屆齡退伍。